# Cyclodictyon marginatum
Cyclodictyon marginatum là một loài rêu trong họ Pilotrichaceae. Loài này được (Hook. f. & Wilson) Kuntze mô tả khoa học đầu tiên năm 1891.